# Slovacchia centrale

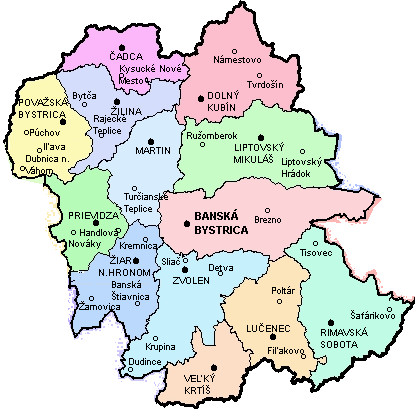
Mappa della Slovacchia centrale, secondo la divisione amministrativa degli anni 1960-1990

La Slovacchia centrale è una regione storica della Slovacchia, che comprende le attuali regioni di Banská Bystrica e di Žilina. È importante dal punto di vista storico, perché costituì il cuore del movimento nazionale slovacco nel processo che definì l'identità nazionale. La codificazione dello slovacco standard si basò in un primo periodo sui dialetti della Slovacchia occidentale secondo l'opera di Anton Bernolák; ma in seguito alla riforma operata da Ľudovít Štúr e accolta da tutti i successori, fra cui Michal Miloslav Hodža, la lingua nazionale slovacca si basa sui dialetti della Slovacchia centrale.

## Storia amministrativa
Durante il Regno d'Ungheria la Slovacchia centrale corrispondeva ai comitati di Zólyom, Turóc e Gömör-Kishont, nonché a parte dei comitati di Bars, Hont e Nógrád.
Dal 1960 al 1990 costituì la regione amministrativa della Slovacchia Centrale.
Oggi abbraccia le regioni di Banská Bystrica e di Žilina. Per fini statistici le due regioni vengono spesso accorpate con il nome di Slovacchia centrale.